# Bathysauroides gigas
Bathysauroides gigas är en fiskart som först beskrevs av Toshiji Kamohara 1952.  Bathysauroides gigas är ensam i släktet Bathysauroides och i familjen Bathysauroididae som ingår i ordningen laxtobisartade fiskar. Inga underarter finns listade.
Denna fisk förekommer i västra Stilla havet från Japan till Australien.